# دانيال بينزالي
دانيال بينزالي (بالإنجليزية: Daniel Benzali)‏ هو ممثل أمريكي، ولد في 20 يناير 1950 بريو دي جانيرو في البرازيل.

## أعمال

### أفلام
- (1985) ليال بيضاء[5]
- (1985) نظرة إلى قتل[6][7][8]
- (1997) قتل في 1600[9]

### مسلسلات
- جيريكو

## وصلات خارجية
- دانيال بينزالي على موقع IMDb (الإنجليزية)
- دانيال بينزالي على موقع روتن توميتوز (الإنجليزية)
- دانيال بينزالي على موقع ألو سيني (الفرنسية)
- دانيال بينزالي على موقع ميوزك برينز (الإنجليزية)
- دانيال بينزالي على موقع أول موفي (الإنجليزية)
- دانيال بينزالي على موقع قاعدة بيانات الأفلام السويدية (السويدية)
- دانيال بينزالي على موقع إن إن دي بي (الإنجليزية)
- دانيال بينزالي على موقع قاعدة بيانات الفيلم (الإنجليزية)
- دانيال بينزالي على موقع كينوبويسك (الروسية)